# Bucklin (Kansas)
Bucklin és una població dels Estats Units a l'estat de Kansas. Segons el cens del 2000 tenia 725 habitants.

## Demografia
Segons el cens del 2000, Bucklin tenia 725 habitants, 299 habitatges, i 200 famílies. La densitat de població era de 518,4 habitants per km².
Dels 299 habitatges en un 34,8% hi vivien nens de menys de 18 anys, en un 56,5% hi vivien parelles casades, en un 7,4% dones solteres, i en un 32,8% no eren unitats familiars. En el 29,8% dels habitatges hi vivien persones soles el 16,1% de les quals corresponia a persones de 65 anys o més que vivien soles. El nombre mitjà de persones vivint en cada habitatge era de 2,42 i el nombre mitjà de persones que vivien en cada família era de 2,99.
Per edats la població es repartia de la següent manera: un 28,4% tenia menys de 18 anys, un 7,9% entre 18 i 24, un 25,1% entre 25 i 44, un 21,8% de 45 a 60 i un 16,8% 65 anys o més.
L'edat mediana era de 38 anys. Per cada 100 dones de 18 o més anys hi havia 93,7 homes.
La renda mediana per habitatge era de 38.750 $ i la renda mediana per família de 44.554 $. Els homes tenien una renda mediana de 31.667 $ mentre que les dones 18.235 $. La renda per capita de la població era de 17.954 $. Entorn del 6,8% de les famílies i el 8% de la població estaven per davall del llindar de pobresa.

## Poblacions més properes
El següent diagrama mostra les poblacions més properes.